# الن پرایر
اَلن پرایر (انگلیسی: Allan Prior) فیلم‌نامه‌نویس، رمان‌نویس و نویسنده اهل بریتانیا بود.
از فیلم‌ها یا مجموعه‌های تلویزیونی که وی در آن‌ها نقش داشته است، می‌توان به ارتش سری اشاره نمود.